# David Cobeño
David Cobeño (Madrid, 6 aprile 1982) è un ex calciatore spagnolo, di ruolo portiere.

## Carriera
Ha giocato nella Liga con Siviglia, Almería e Rayo Vallecano. Nella sua seconda stagione al Rayo Vallecano ha realizzato contro l'Elche un gol direttamente dalla sua porta. Per la stagione 2014-2015 ricopre il ruolo di terzo portiere, dietro a Toño e Cristian Darío Álvarez.

## Palmarès

### Club

#### Competizioni nazionali
- Coppa di Spagna: 1

Siviglia: 2006-2007

#### Competizioni internazionali
- Coppa UEFA: 1

Siviglia: 2006-2007
- Supercoppa UEFA: 1

Siviglia: 2006